# Przeczów (Sainte-Croix)
Pour les articles homonymes, voir Przeczów.
Przeczów est une localité polonaise de la gmina de Łubnice, située dans le powiat de Staszów en voïvodie de Sainte-Croix.